# Valea Nucarilor (gmina)
Valea Nucarilor – gmina w Rumunii, w okręgu Tulcza. Obejmuje miejscowości Agighiol, Iazurile i Valea Nucarilor. W 2011 roku liczyła 3266 mieszkańców. 